# Wanica
Wanica ist ein Distrikt im Nordosten von Suriname. Er liegt südwestlich von Paramaribo, grenzt westlich an den Distrikt Saramacca, südlich an den Distrikt Para und östlich an den Distrikt Commewijne. Im Norden grenzt er einige Kilometer an den Atlantik.
Wanica ist neben dem Distrikt Paramaribo der kleinste und am dichtesten bevölkerte Distrikt Surinames. Sein Hauptort, Lelydorp, hieß ursprünglich Kofidjompo, wurde aber 1905 nach dem niederländischen Ingenieur und Gouverneur der Kolonie Cornelis Lely in Lelydorp umbenannt.
Im Parlament (De Nationale Assemblée) ist der Distrikt Wanica mit sieben Abgeordneten vertreten.
Während die Einwohnerzahl der benachbarten Hauptstadt und Distrikt Paramaribo nach den Ergebnissen der Wohnungs- und Volkszählung im Jahre 2012 leicht zurückging, hatte der Distrikt Wanica gegenüber der vorherigen Zählung im Jahre 2004 mit rund 32.200 Personen den größten Zuwachs von allen Distrikten.

## Verwaltungsgliederung
Seit 2017 ist der Distrikt Wanica wegen der Zunahme der Bevölkerung in zwei Verwaltungsgebiete unterteilt, Wanica Nord-West und Wanica Süd-Ost. Die beiden Gebiete sind wiederum in folgende Ressorts gegliedert (dezentralisiert):
Wanica Nord-West:
- Koewarasan
- Kwatta
- Saramaccapolder

Wanica Süd-Ost:
- De Nieuwe Grond
- Domburg
- Houttuin
- Lelydorp